# Schwarzbüschelaffe

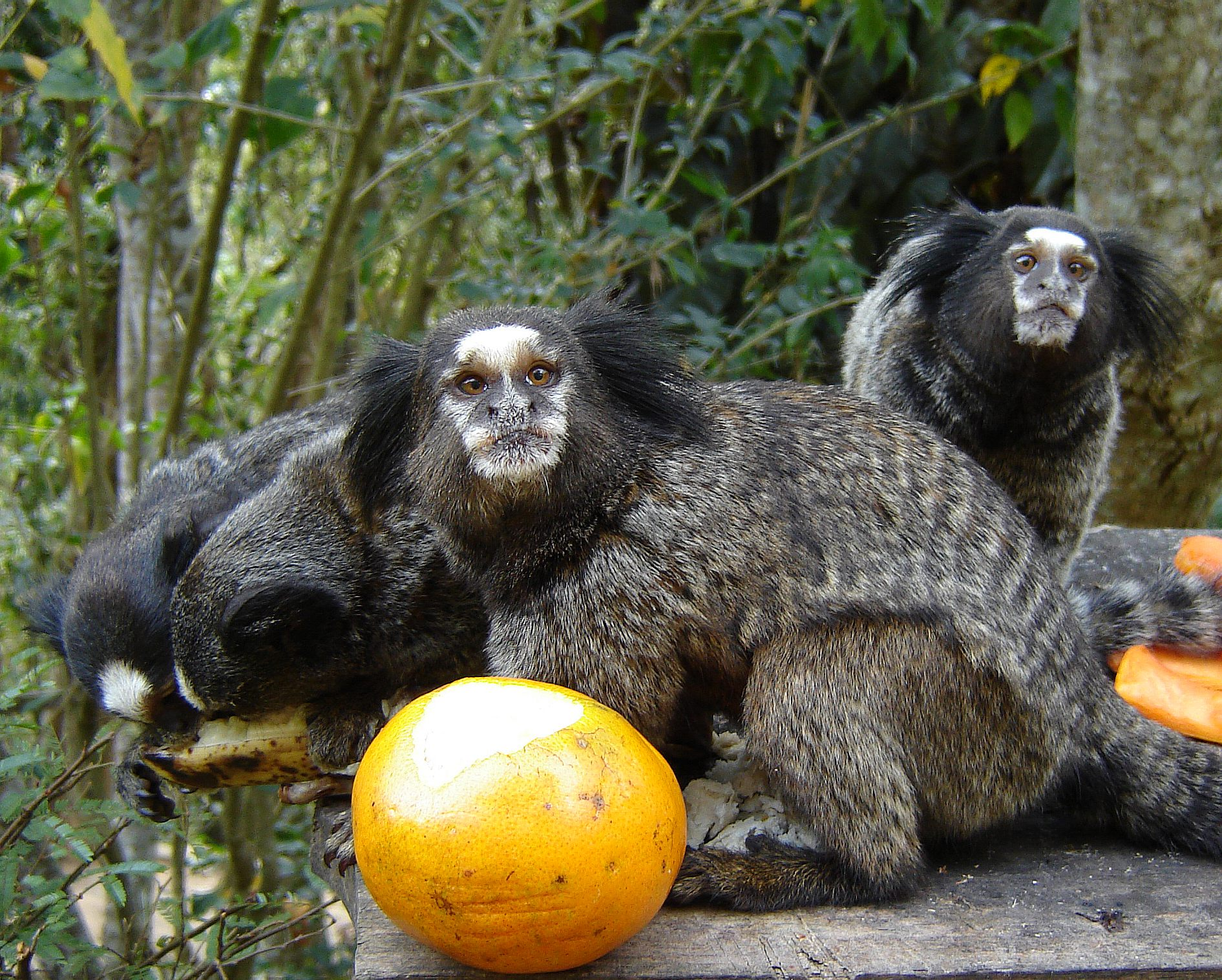
Schwarzbüschelaffen

Der Schwarzbüschelaffe (Callithrix penicillata), auch Schwarzpinselaffe oder jeweils -äffchen genannt, ist eine Primatenart aus der Familie der Krallenaffen.

## Beschreibung
Schwarzbüschelaffen sind wie alle Krallenaffen relativ klein, sie erreichen eine Kopfrumpflänge von 19 bis 22 Zentimeter und ein Gewicht von bis zu 350 Gramm. Ihr Fell ist am Rücken und an den Gliedmaßen grau gefärbt, der Bauch und der Kopf sind schwarz. Der Schwanz ist grau-weiß gestreift. Das Gesicht ist mit weißen Haaren bedeckt. Sie haben die für Büschelaffen typischen Ohrbüschel, die bei ihnen schwarz gefärbt sind. Die Gliedmaßen sind eher kurz, wie bei allen Krallenaffen befinden sich an den Fingern und Zehen (mit Ausnahme der Großzehe) Krallen statt Nägeln.

## Verbreitung und Lebensraum
Schwarzbüschelaffen sind im mittleren und östlichen Brasilien beheimatet, ihr Verbreitungsgebiet erstreckt sich von Goiás bis Bahia und São Paulo. Sie bewohnen vorwiegend die Trockenwälder des Cerrado und sind häufig entlang von Flüssen zu finden.
In einigen brasilianischen Regionen wie Espírito Santo, Paraná und Santa Catarina gibt es eingeführte Populationen.

## Lebensweise
Schwarzbüschelaffen sind tagaktive Baumbewohner, die sich auf allen vieren und springend durch das Geäst bewegen. Sie leben in Gruppen aus 2 bis 14 Tieren, die Gruppen sind meist um ein fortpflanzungsfähiges Paar organisiert. Die Gruppen bewohnen relativ kleine Reviere von 1,25 bis 4,5 Hektar.
Die Nahrung der Schwarzbüschelaffen besteht zu einem Gutteil aus Baumsäften. Wie alle Marmosetten sind sie dank der spezialisierten Zähne in der Lage, Löcher in die Baumrinde zu nagen, um an diese Nahrungsquelle zu gelangen. Daneben fressen sie auch Früchte, Insekten sowie manchmal kleine Wirbeltiere.
Nach einer rund 150-tägigen Tragzeit bringt das Weibchen den Nachwuchs zur Welt, wie bei allen Krallenaffen überwiegen Zwillingsgeburten. Der Vater und auch die älteren Geschwister beteiligen sich intensiv an der Aufzucht der Jungtiere. Diese werden mit rund zwei Monaten entwöhnt und sind im zweiten Lebensjahr geschlechtsreif.

## Bedrohung
Schwarzbüschelaffen haben ein relativ großes Verbreitungsgebiet und werden von der IUCN als nicht gefährdet gelistet. Sie sind anpassungsfähig und kommen auch mit teilweise gerodeten Wäldern zurecht. Manchmal werden sie gefangen und zu Heimtieren gemacht.